# Pegoplata wyomingensis
Pegoplata wyomingensis är en tvåvingeart som beskrevs av Griffiths 1986. Pegoplata wyomingensis ingår i släktet Pegoplata och familjen blomsterflugor. Inga underarter finns listade i Catalogue of Life.